# Hardegarijpster Hoek
Het waterschap Hardegarijpster Hoek was een klein waterschap in de gemeente Tietjerksteradeel in de Nederlandse provincie Friesland, dat een bestuursorgaan was van 1931 tot en met 1969. Het waterschap had het regelen van de waterstand tot doel. 
Ruilverkaveling in Dantumadeel had flinke gevolgen voor de waterhuishouding in het noorden van de gemeente Tietjerksteradeel en maakte concentratie van waterschappen mogelijk. In 1958 stelde Provinciale Staten daarom een voorlopig bestuur in om tot een samengaan te komen en in 1964 werd het nieuwe waterschap De Wâlden gevormd. Hardegarijpster Hoek werd per 1 januari 1970 opgeheven en ging in De Wâlden op.